# Квіглі в Австралії
«Квіглі в Австралії» («Quigley Down Under») — американський вестерн 1990 року, знятий режисером Саймоном Вінсером, з Томом Селлеком у головних ролях.

## Сюжет
Том Селлек грає Метью Квіглі — ковбоя і стрільця з Америки з гострим оком і модифікованою гвинтівкою Sharps, яка може стріляти на величезні відстані. Квіглі відгукується на оголошення про пошук стрільців для роботи в Австралії. Але роботою виявляється винищення австралійських аборигенів, і Квіглі відмовляється це робити. Тоді Елліот Марстон (той, що пропонував роботу) залишає Квіглі разом із дівчиною Корою в австралійській глушині без води і найменшого шансу на виживання. Завдяки допомозі аборигенів Куїглі та Кора виживають і стають на захист корінних жителів від людей Марстона.

## У ролях
- Том Селлек — Меттью Квіглі
- Лаура Сан Джакомо — Божевільна Кора
- Алан Рікман — Елліот Марстон
- Кріс Гейвуд — майор Ешлі-Пітт
- Рон Геддрік — Гріммельман
- Тоні Бонер — Добкін
- Джером Елерс — Коган
- Конор Макдермоттрой — Гобб
- Роджер Ворд — Брофі
- Бен Мендельсон — О'Флінн
- Стів Додд — Кунтурра
- Карен Девітт — Слеттерн
- Кайлі Фостер — епізод
- Вільям Заппа — Рейлі
- Джонатан Суєт — сержант Томас
- Джон Юїнг — Тоут
- Денні Болдвін — Смайт
- Спайк Черрі — Гейден
- Джералд Іган — епізод
- Грег Стюарт — епізод
- Девід Ле Пейдж — епізод
- Тім Г'юз — епізод
- Девід Слінгсбі — епізод
- Денні Адкок — епізод
- Оллі Голл — епізод
- Джим Віллогбі — епізод
- Гай Норріс — епізод
- Браян Еллісон — епізод
- Марк Пеннелл — епізод
- Майкл Кармен — епізод
- Евелін Крейп — епізод
- Імон Ей Келлі — епізод
- Дон Бріджес — епізод
- Вік Гордон — епізод
- Джеймс Райт — епізод
- Ієн Лінд — епізод
- Фред Волш — епізод

## Знімальна група
- Режисер — Саймон Вінсер
- Сценарій — Джон Гілл
- Оператор — Девід Еггбі
- Композитор — Бейзіл Поледуріс
- Продюсери — Стенлі О'Тул, Александра Роуз